# Sint-Lambertuskerk (Kerk-Avezaath)
De Sint-Lambertuskerk is een kerk in het dorp Kerk-Avezaath in de Nederlandse provincie Gelderland. De kerk is gelegen aan de Daver, centraal aan de zuidzijde van het dorp. Het is een eenbeukige zaalkerk met een laat-gotisch koor en een neogotisch schip, dat in 1861 in de huidige vorm in gebruik is genomen. De geschiedenis van het kerkgebouw gaat terug tot het jaar 1007. Het kerkgebouw is een rijksmonument en wordt sinds 1999 beheerd en ondersteund door de Stichting Oude Gelderse Kerken.

## Geschiedenis
De oudste vermelding van de kerk te Kerk-Avezaath stamt uit 1007. Het kerkgebouw werd toen door bisschop Notger van Luik met goedkeuring van Koning Hendrik II aan de Abdij van Thorn geschonken. De abdis incorporeerde de Sint-Lambertuskerk in 1266 en had daarna ruim 350 jaar, tot omstreeks 1619, het collatierecht over de Avezaathse kerkgemeenschap. Nadat vanaf 1600 de reformatie gestaag plaatsvindt, heeft dit ook zijn invloed op Kerk-Avezaath. In 1619 wordt de eerste predikant, Lambertus Latonus, beroepen. In het dorp zijn de straten De Abdij en Thornstraat naar de periode 1007-1619 vernoemd.

### Bouwhistorie
De eerste kerk uit de late 10e of vroege 11e eeuw in een vroegromaanse stijl is geheel van tufsteen opgetrokken geweest. Bij opgravingen tijdens de restauratie van 1977-1981 zijn delen van deze romaanse fundamenten van de toren en het schip teruggevonden. Van het koor is het gehele romaanse fundament intact bewaard gebleven. 

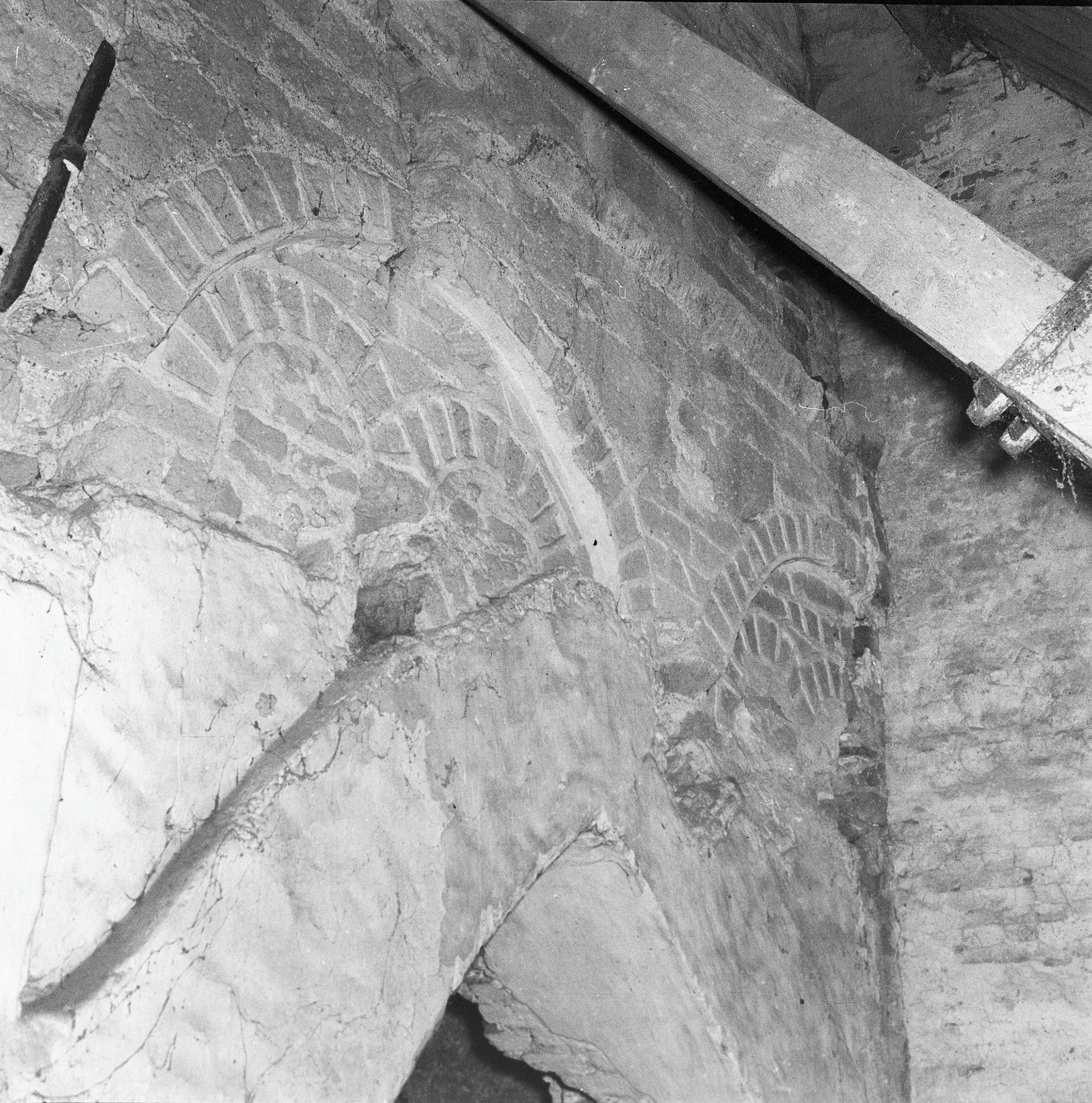
Romaanse details in de kerktoren

De kerktoren stond aanvankelijk los van het schip, getuige de romaanse boogdetails aan de binnenzijde van de toren, elementen die doorgaans aan de buitenzijde te vinden zijn. Soortgelijke details zijn terug te vinden in de Utrechtse Pietskerk. Op de eerste verdieping bevat het metselwerk een waterlijst, tevens een bouwelement dat aan de buitenzijde gebruikelijk is. Kort na de voltooiing van de toren is het schip richting de torenzijde vergroot, waarbij de toren aan de noord-, zuid- en westzijde werd omsloten. De kerk had in deze eerste bouwfase een vierkante toren van 5,60 meter breed en diep, een schip van 10 meter breed en 15,7 meter lang en een koor dat met een halfronde apsis van 7 meter doorsnede werd afgesloten.
In de 14e eeuw zijn de binnenmuren van de toren doorbroken. Hierbij werden grote gewelven gecreëerd met nieuwe hoekpijlers en kwam de ruimte onder de toren beschikbaar als extra kerkruimte aansluitend op het schip. Op de oostzijde van deze pijlers zijn nog in de 14e eeuw een tweetal schilderingen aangebracht. Op de noordelijke pijler is de heilige Agatha afgebeeld, terwijl ze gekruisigd is en gefolterd wordt door beulen. Op de zuidelijke pijler is Maria Magdalena afgebeeld met een zalfpot in haar linkerhand.
De kenmerkende grote bakstenen steunberen aan de westzijde van de toren zijn vermoedelijk rond de verbouwing aan de binnenzijde van de toren in de 14e eeuw aangelegd. Kleinere romaanse steunberen hebben wellicht eerder de toren ondersteund.

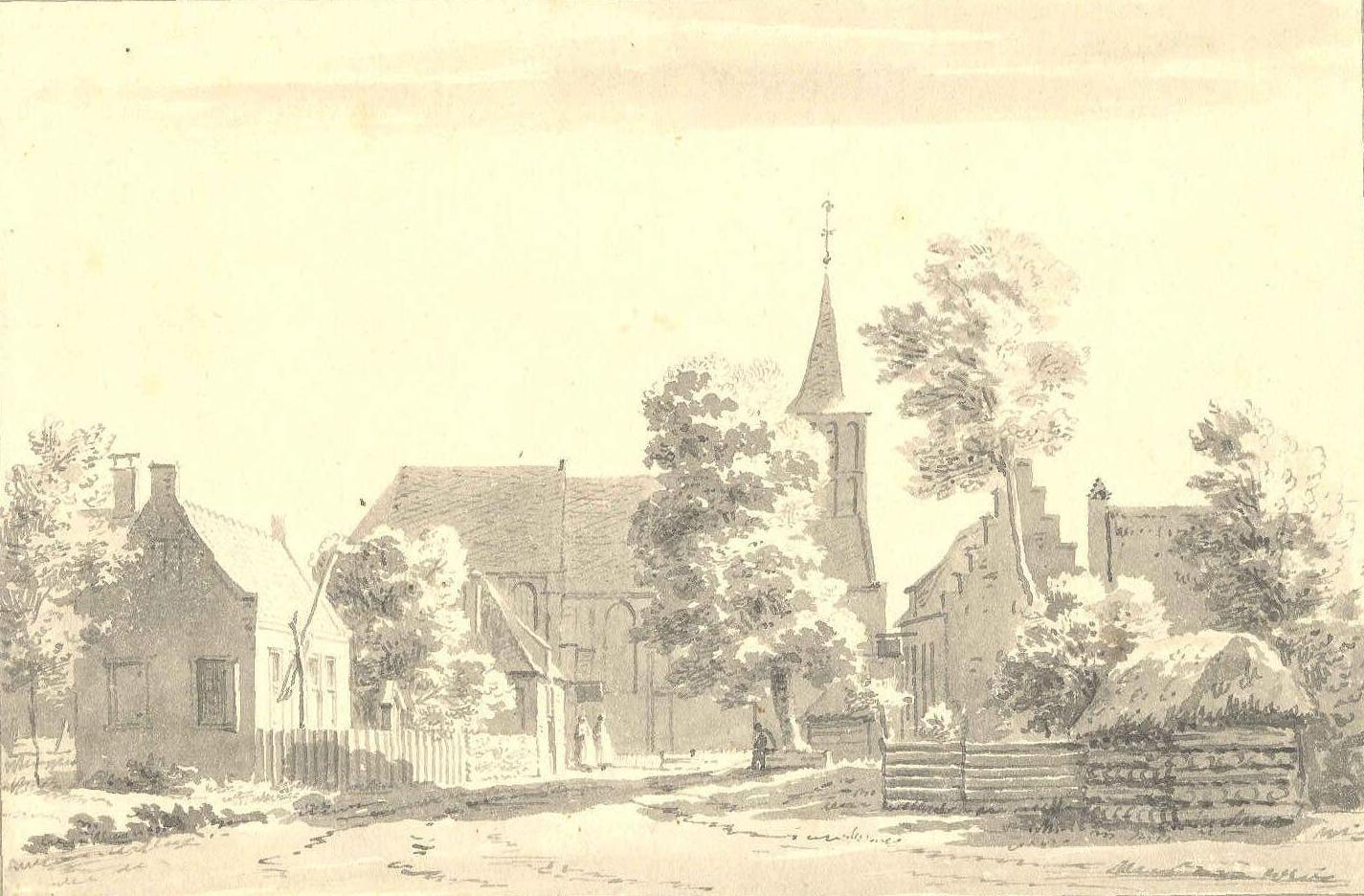
De oudst bekende afbeelding van de kerk uit 1732 door Cornelis Pronk

Rond het jaar 1500 is het tufstenen koor met de halfronde apsis vervangen door een hoger uit baksteen opgetrokken koor in gotische stijl en voorzien van hoge ramen en een extra travee, waarmee het koor zijn huidige lengte bereikte. Op het netgewelf van het nieuwe koor werden schilderingen aangebracht. Rond 1640 wordt de toren en vermoedelijk gelijktijdig het schip verhoogd. Het schip wordt hierbij voorzien van grotere vensters. In deze gedaante is de kerk terug te zien op de oudst bekende weergave van de kerk, een gewassen pentekening van Cornelis Pronk uit 1732.
In 1640 wordt de klokkentoren voorzien van een nieuw gegoten klok. Het opschrift van de klok bestond uit de namen van de kerkmeesters, de vervaardiger van de klok en een tekst in het Latijn: Verbum Domini manet in aeternum, Gods woord blijft in eeuwigheid. Deze klok werd in de Tweede Wereldoorlog door de Duitsers weggevoerd. Een vervangend exemplaar werd in 1950 gegoten met het opschrift:
Anno Domini 1950 ben ik in opdracht van het gemeentebestuur van Zoelen gegoten. Ter vervanging van de in 1640 vervaardigde klok als zij verkondig ik "Verbum Domini manet in aeternum".
Op 24 maart 1828 sloeg de bliksem in de torenspits waarna er brand uitbrak. Door optreden van een leijendekker, een timmerman en de brandspuiten van Kerk-Avezaath en Buren is het gebouw grotendeels gespaard gebleven.

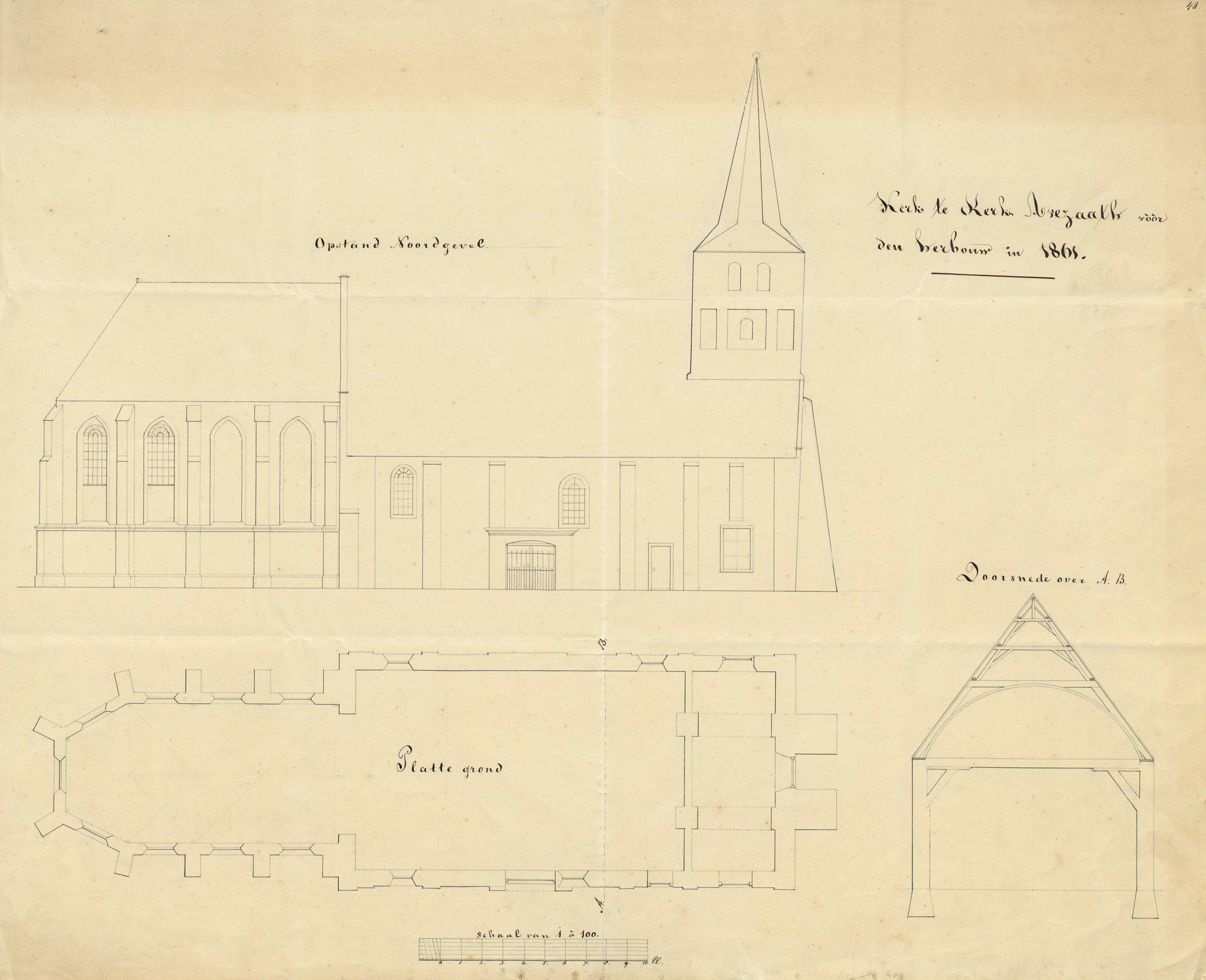
Opmetingstekening uit 1861 van de bestaande kerk voorafgaand aan de herbouw van 1862

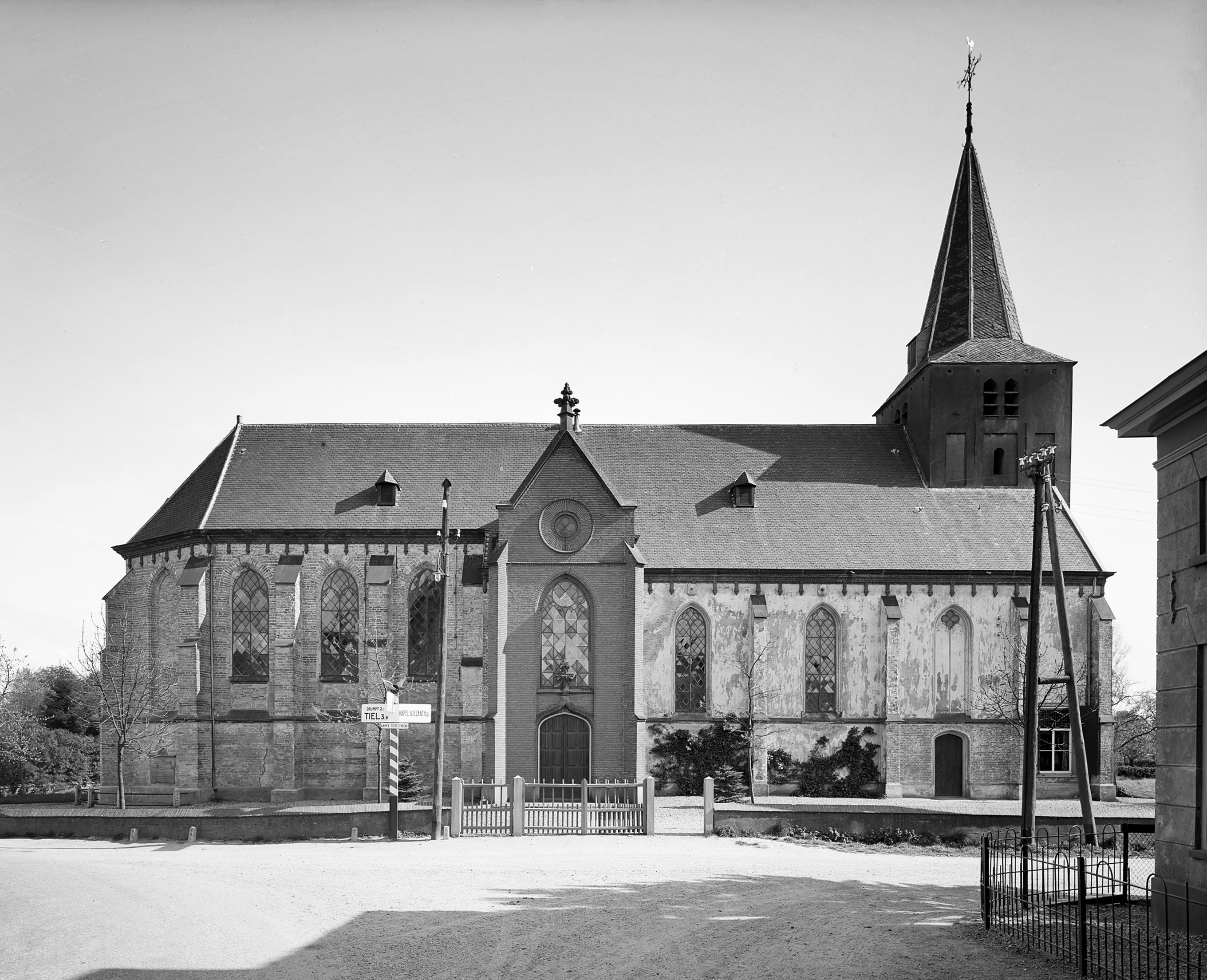
De Sint-Lambertuskerk voor 1938

In 1862 vond de laatste grote verbouwing plaats, waarmee het kerkgebouw haar huidige vorm verkreeg. In 1861 werd een tekening op schaal gemaakt van het kerkgebouw voorafgaand aan deze verbouwing. Deze tekening van de architect J. van der Toorn is bewaard gebleven. Bij de verbouwing van 1862 werd het schip verhoogd tot de hoogte van het gotische koor. De centrale toegang in de noordelijke gevel werd vervangen door een hoog toegangsportaal met glas-in-loodramen.
Ter gelegenheid van het 40-jarig regeringsjubileum van koningin Wilhelmina, werd in 1938 het lage toegangshek centraal voor de noordzijde, vervangen door een bakstenen toegangspoort. Deze toegangspoort is voorzien van een klok, met links en rechts daarvan de jaartallen 1898 en 1938.

### Restauratie 1977-1981
In 1968 werden de eerste plannen gemaakt voor een restauratie van het kerkgebouw. In 1977 werd begonnen met het eerste noodherstel. Hierbij werd de zwakke constructie van de kapspanten hersteld, werd de leistenen dakbedekking vervangen en werden goten en voegwerk vernieuwd. In 1980 gaf de Rijksdienst voor de Monumentenzorg, de latere Rijksdienst voor het Cultureel Erfgoed, toestemming voor een volledige restauratie van het kerkgebouw.

### Antieke vondsten
Tijdens de restauratiewerkzaamheden van 1977-1981 kwamen de schilderingen op de torengewelven uit de 14e eeuw en de plafondschildering van rond 1500 aan het licht. Een 15e-eeuwse vaas werd gevonden bij graafwerkzaamheden rond de consistoriekamer onder te toren.

## De kerk als schoolgebouw
In de 17e eeuw wordt onder de toren een school ingericht, de eerste voorloper van OBS De Daverhof. In 1632 wordt er vanuit Enspijk een docent beroepen door de gemeente Zoelen, waar Kerk-Avezaath rond die tijd toe behoorde. Vermoedelijk wordt er vanaf dat jaar onderwezen in de kerk. In de loop van de 17e eeuw zijn er enkele kleine onderhoudswerkzaamheden geregistreerd, vermoedelijk om de onderwijs- en kerkruimte beter onderling af te scheiden. Uit 1756 is een klacht bewaard gebleven, luidende: "(...)hoe inconvenient het schoolhuis onder ten toren was".
In 1776 wordt besloten de poort onder de toren geheel dicht te metselen, waardoor de kerkruimte in het schip weer gescheiden werd van de (school)ruimte onder de toren. Rond 1840 is de school verplaatst naar een zaal in het nieuw gebouwde consistoriegebouw, recht tegenover de noordzijde van de kerk.

## Verloren interieur
Tijdens de renovatie van 1977-1981 werden de originele oude kerkbanken, de preekstoel en de orgelkast elders opgeslagen. Door een blikseminslag en brand op de locatie van de opslag op 23 juni 1980, zijn deze alle verloren gegaan. De preekstoel is vervangen door een 17e-eeuws exemplaar uit de Broederkerk te Zutphen. De kerkbanken zijn vervangen door de banken van de afgebroken Eben-Haëzerkerk te Tiel.

## Orgel
Het orgel is in 1881 gebouwd door orgelbouwer K.M. van Puffelen uit Zaltbommel, schoonzoon van orgelbouwer Carl Naber. Nadat de originele orgelkast door brand verloren ging in 1980, is het orgel gerestaureerd en geplaatst in een vernieuwde orgelkast, ontworpen door architectenbureau Temminck Groll, hierbij werd vermoedelijk de Mixtuur door een Clarinet vervangen (bron: orgbase.nl)